# Robin Previtali
Robin Previtali (Besançon, 5 giugno 1987) è un ex calciatore francese, di ruolo attaccante.

## Carriera
Ha giocato nella massima serie dei campionati francese e portoghese.